# Klass B 1952
L'edizione 1952 della Klass B fu la 13ª della seconda serie del Campionato sovietico di calcio e vide la vittoria finale del Lokomotiv Charkiv.

## Stagione

### Formula
La formula del campionato fu nuovamente modificata rispetto alla stagione precedente: il numero di squadre rimase fermo a 18, con la mancata iscrizione di Spartak Užhorod e Trudovye Rezervy Frunze e la promozione di MVO Kalinin, Dinamo Minsk e Lokomotiv Mosca, sostituite da DO Tbilisi e DO Sverdlovsk (ritornate dopo un anno di inattività), DO Kiev (ritornate dopo tre anni di inattività) e dalle neo retrocesse VMS Mosca e Torpedo Gor'kij.
Come due anni prima i 18 club partecipanti erano divisi in gironi e il torneo era diviso in due fasi: nella prima fase erano previsti tre gironi da sei squadre, disputati in tre città diverse. La Dinamo Stalinabad, però, non partecipò alla prima fase pertanto i gironi erano così costituiti:
- Charkiv: sei squadre;
- Ivanovo: sei squadre;
- Baku: cinque squadre.

In ciascuno dei gironi le squadre si incontrarono contro tutte le altre in gare di sola andata; il sistema prevedeva due punti per la vittoria, uno per il pareggio e zero per la sconfitta. Le prime tre classificate disputavano nella seconda fase il girone per i posti tra il primo e il nono: tale girone era così costituito da nove squadre che si incontrarono tra di loro in gare di andata e ritorno, per un totale di 16 incontri per squadra: anche in questo caso il sistema prevedeva due punti per la vittoria, uno per il pareggio e zero per la sconfitta.
Le restanti squadre e la Dinamo Stalinabad partecipavano al girone per i posti dal decimo al diciottesimo, con regole simili a quelle dell'altro girone: l'unica differenza è che in questo caso si disputavano gare di sola andata. Le squadre classificate ai primi due posti del girone promozione erano promosse in Klass A; essendo la Klass B l'ultima serie del campionato, non erano previste retrocessioni.

## Squadre partecipanti
| Squadra                      | Repubblica         | Città        | Stagione precedente        |
| ---------------------------- | ------------------ | ------------ | -------------------------- |
| Burevestnik Kishinev         | RSS Moldava        | Kishinev     | 10° in Klass B             |
| Dinamo Alma-Ata              | RSS Kazaka         | Alma-Ata     | 17° in Klass B             |
| Dinamo Erevan                | RSS Armena         | Erevan       | 8° in Klass B              |
| Dinamo Stalinabad            | RSS Tagika         | Stalinabad   | 15° in Klass B             |
| DO Kiev                      | RSS Ucraina        | Kiev         | non iscritta al campionato |
| DO Sverdlovsk                | RSFS Russa         | Sverdlovsk   | non iscritta al campionato |
| DO Tashkent                  | RSS Uzbeka         | Tashkent     | 13° in Klass B             |
| DO Tbilisi                   | RSS Georgiana      | Tbilisi      | non iscritta al campionato |
| Kalev Tallinn                | RSS Estone         | Tallinn      | 14° in Klass B             |
| Krasnaja Zvezda Petrozavodsk | RSS Carelo-Finnica | Petrozavodsk | 12° in Klass B             |
| Krasnoe Znamja Ivanovo       | RSFS Russa         | Ivanovo      | 11° in Klass B             |
| Lokomotiv Charkiv            | RSS Ucraina        | Charkiv      | 6° in Klass B              |
| Neftyanik Baku               | RSS Azera          | Baku         | 4° in Klass B              |
| Spartak Aşgabat              | RSS Turkmena       | Aşgabat      | 18° in Klass B             |
| Spartak Vilnius              | RSS Lituana        | Vilnius      | 7° in Klass B              |
| Torpedo Gor'kij              | RSFS Russa         | Gor'kij      | 15° in Klass A, retrocesso |
| Torpedo Stalingrado          | RSFS Russa         | Stalingrado  | 5° in Klass B              |
| VMS Mosca                    | RSFS Russa         | Mosca        | 13° in Klass A, retrocesso |

## Prima fase

### Girone di Charkiv

#### Classifica finale
|  | Pos. | Squadra                      | Pt | G | V | N | P | GF | GS | DR |
|  | ---- | ---------------------------- | -- | - | - | - | - | -- | -- | -- |
|  | 1.   | Spartak Vilnius              | 8  | 5 | 3 | 2 | 0 | 6  | 1  | +5 |
|  | 2.   | Lokomotiv Charkiv            | 7  | 5 | 2 | 3 | 0 | 5  | 1  | +4 |
|  | 3.   | VMS Mosca                    | 6  | 5 | 2 | 2 | 1 | 10 | 4  | +6 |
|  | 4.   | DO Tashkent                  | 4  | 5 | 2 | 0 | 3 | 8  | 11 | -3 |
|  | 5.   | Krasnaja Zvezda Petrozavodsk | 3  | 5 | 0 | 3 | 2 | 6  | 10 | -4 |
|  | 6.   | Spartak Aşgabat              | 2  | 5 | 0 | 2 | 3 | 4  | 12 | -8 |

#### Verdetti
- Spartak Vilnius, Lokomotiv Charkiv e 'VMS Mosca ammessi al girone promozione
- DO Tashkent, Krasnaya Zvezda Petrozavodsk e Spartak Aşgabat  ammessi al girone per i posti dal decimo al diciottesimo.

#### Risultati
|                              | SpV  | LoC  | VMS  | DOT  | KZP  | SpA  |
| ---------------------------- | ---- | ---- | ---- | ---- | ---- | ---- |
| Spartak Vilnius              | –––– |      | 2-0  | 2-0  | 1-0  | 1-1  |
| Lokomotiv Charkiv            | 0-0  | –––– | 0-0  | 2-1  | 0-0  | 3-0  |
| VMS Mosca                    |      |      | –––– | 4-0  | 2-2  | 4-0  |
| DO Tashkent                  |      |      |      | –––– |      | 2-1  |
| Krasnaya Zvezda Petrozavodsk |      |      |      | 2-5  | –––– | 2-2  |
| Spartak Aşgabat              |      |      |      |      |      | –––– |

### Girone di Ivanovo

#### Classifica finale
|  | Pos. | Squadra                | Pt | G | V | N | P | GF | GS | DR |
|  | ---- | ---------------------- | -- | - | - | - | - | -- | -- | -- |
|  | 1.   | DO Tbilisi             | 8  | 5 | 3 | 2 | 0 | 9  | 3  | +6 |
|  | 2.   | Krasnoe Znamja Ivanovo | 7  | 5 | 2 | 3 | 0 | 9  | 5  | +1 |
|  | 3.   | Dinamo Alma-Ata        | 6  | 5 | 2 | 2 | 1 | 4  | 3  | +1 |
|  | 4.   | Kalev Tallinn          | 6  | 5 | 2 | 2 | 1 | 3  | 4  | -1 |
|  | 5.   | Dinamo Erevan          | 2  | 5 | 1 | 0 | 0 | 5  | 11 | -6 |
|  | 6.   | Torpedo Stalingrado    | 1  | 5 | 0 | 1 | 4 | 7  | 11 | -4 |

#### Verdetti
- DO Tbilisi, Krasnoye Znamya Ivanovo e Dinamo Alma-Ata ammessi al girone promozione
- DO Tashkent, Krasnaya Zvezda Petrozavodsk e Spartak Aşgabat  ammessi al girone per i posti dal decimo al diciottesimo.

#### Risultati
|                         | DOT  | KZI  | DAA  | KaT  | DiE  | ToS  |
| ----------------------- | ---- | ---- | ---- | ---- | ---- | ---- |
| DO Tbilisi              | –––– |      | 2-1  | 0-0  | 4-0  | 2-1  |
| Krasnoye Znamya Ivanovo | 1-1  | –––– | 1-1  | 3-0  | 2-1  | 2-2  |
| Dinamo Alma-Ata         |      |      | –––– | 0-0  | 1-0  | 1-0  |
| Kalev Tallinn           |      |      |      | –––– |      |      |
| Dinamo Erevan           |      |      |      | 0-1  | –––– | 4-3  |
| Torpedo Stalingrado     |      |      |      | 1-2  |      | –––– |

### Girone di Baku

#### Classifica finale
|  | Pos. | Squadra              | Pt | G | V | N | P | GF | GS | DR |
|  | ---- | -------------------- | -- | - | - | - | - | -- | -- | -- |
|  | 1.   | Neftyanik Baku       | 6  | 4 | 3 | 0 | 1 | 6  | 3  | +3 |
|  | 2.   | Burevestnik Kishinev | 4  | 4 | 1 | 2 | 1 | 4  | 4  | +0 |
|  | 3.   | Torpedo Gor'kij      | 4  | 4 | 1 | 2 | 1 | 5  | 5  | +0 |
|  | 4.   | DO Sverdlovsk        | 3  | 4 | 1 | 1 | 2 | 4  | 5  | -1 |
|  | 5.   | DO Kiev              | 3  | 4 | 0 | 3 | 1 | 2  | 4  | -2 |

#### Verdetti
- Neftyanik Baku, Burevestnik Kishinev e Torpedo Gor'kij ammessi al girone promozione
- DO Kiev e DO Sverdlovsk  ammessi al girone per i posti dal decimo al diciottesimo.

#### Risultati
|                      | NeB  | BuK  | ToG  | DOS  | DOK  |
| -------------------- | ---- | ---- | ---- | ---- | ---- |
| Neftyanik Baku       | –––– | 1-0  | 1-2  | 2-1  | 2-0  |
| Burevestnik Kishinev |      | –––– |      | 2-1  | 1-1  |
| Torpedo Gor'kij      |      | 1-1  | –––– | 1-2  | 1-1  |
| DO Sverdlovsk        |      |      |      | –––– |      |
| DO Kiev              |      |      |      | 0-0  | –––– |

## Seconda fase

### Classifica finale
|  | Pos. | Squadra                | Pt | G  | V | N | P | GF | GS | DR  |
|  | ---- | ---------------------- | -- | -- | - | - | - | -- | -- | --- |
|  | 1.   | Lokomotiv Charkiv      | 21 | 16 | 9 | 3 | 4 | 21 | 11 | +10 |
|  | 2.   | Spartak Vilnius        | 19 | 16 | 6 | 7 | 3 | 23 | 20 | +3  |
|  | 3.   | DO Tbilisi             | 17 | 16 | 6 | 5 | 5 | 24 | 15 | +9  |
|  | 4.   | Krasnoe Znamja Ivanovo | 17 | 16 | 8 | 1 | 7 | 24 | 25 | -1  |
|  | 5.   | VMS Mosca              | 16 | 16 | 6 | 4 | 6 | 19 | 15 | +4  |
|  | 6.   | Torpedo Gor'kij        | 16 | 16 | 4 | 8 | 4 | 16 | 19 | -3  |
|  | 7.   | Neftyanik Baku         | 15 | 16 | 5 | 5 | 6 | 20 | 21 | -1  |
|  | 8.   | Burevestnik Kishinev   | 15 | 16 | 6 | 3 | 7 | 21 | 27 | -6  |
|  | 9.   | Dinamo Alma-Ata        | 8  | 16 | 1 | 6 | 9 | 13 | 28 | -15 |

#### Verdetti
- Lokomotiv Charkiv e Spartak Vilnius promossi in Klass A 1953.

#### Risultati
|                         | LoC  | SpV  | DOT  | KZI  | VMS  | ToG  | NeB  | BuK  | DAA  |
| ----------------------- | ---- | ---- | ---- | ---- | ---- | ---- | ---- | ---- | ---- |
| Lokomotiv Charkiv       | –––– | 3-0  | 1-0  | 4-2  | 1-3  | 0-0  | 2-0  | 2-0  | 1-1  |
| Spartak Vilnius         | 1-2  | –––– | 0-0  | 2-1  | 1-1  | 2-1  | 1-0  | 2-3  | 4-1  |
| DO Tbilisi              | 0-0  | 3-3  | –––– | 3:0  | 1:3  | 5:0  | 3:1  | 0:1  | 1:0  |
| Krasnoye Znamya Ivanovo | 1-0  | 1-2  | 1-0  | –––– | 4-2  | 2-1  | 0-3  | 3-1  | 4-1  |
| VMS Mosca               | 0-1  | 0-1  | 0-0  | 1-0  | –––– | 0-1  | 1-2  | 2-0  | 3-0  |
| Torpedo Gor'kij         | 2-0  | 0-0  | 2-2  | 2-0  | 0-0  | –––– | 1-1  | 1-1  | 2-1  |
| Neftyanik Baku          | 0-3  | 2-2  | 2-1  | 1-2  | 1-1  | 1-1  | –––– | 5-2  | 0-0  |
| Burevestnik Kishinev    | 1-0  | 1-1  | 0-2  | 1-2  | 1-2  | 3-1  | 1-0  | –––– | 3-2  |
| Dinamo Alma-Ata         | 0-1  | 1-1  | 1-3  | 1-1  | 1-0  | 1-1  | 0-1  | 2-2  | –––– |

### Girone 10-18

#### Classifica finale
|  | Pos. | Squadra                      | Pt | G | V | N | P | GF | GS | DR  |
|  | ---- | ---------------------------- | -- | - | - | - | - | -- | -- | --- |
|  | 10.  | Dinamo Erevan                | 14 | 8 | 7 | 0 | 1 | 18 | 3  | +15 |
|  | 11.  | Torpedo Stalingrado          | 11 | 8 | 5 | 1 | 2 | 16 | 7  | +9  |
|  | 12.  | DO Sverdlovsk                | 6  | 8 | 4 | 1 | 3 | 14 | 8  | +6  |
|  | 13.  | Krasnaja Zvezda Petrozavodsk | 8  | 8 | 4 | 1 | 3 | 18 | 16 | +2  |
|  | 14.  | DO Kiev                      | 7  | 8 | 4 | 0 | 4 | 13 | 9  | +4  |
|  | 15.  | Kalev Tallinn                | 6  | 8 | 4 | 0 | 4 | 10 | 12 | -2  |
|  | 16.  | DO Tashkent                  | 6  | 8 | 3 | 1 | 4 | 10 | 17 | -7  |
|  | 17.  | Dinamo Stalinabad            | 4  | 8 | 3 | 0 | 5 | 11 | 20 | -9  |
|  | 18.  | Spartak Aşgabat              | 4  | 8 | 0 | 0 | 8 | 2  | 20 | -18 |

#### Risultati
|                              | DiE  | ToS  | DOS  | KZP  | DOK  | KaT  | DOT  | DiS  | SpA  |
| ---------------------------- | ---- | ---- | ---- | ---- | ---- | ---- | ---- | ---- | ---- |
| Dinamo Erevan                | –––– | 2-0  | 4-1  | 0-2  | 1-0  | 3-0  | 3-0  | 4-0  | 1-0  |
| Torpedo Stalingrado          |      | –––– | 0-0  | 4-1  | 2-1  | 0-2  | 3-0  | 1-0  | 6-1  |
| DO Sverdlovsk                |      |      | –––– | 2-1  | 0-1  | 1-2  | 5-0  | 3-0  | 2-0  |
| Krasnaya Zvezda Petrozavodsk |      |      |      | –––– | 1-3  | 2-1  | 3-3  | 6-2  | 2-1  |
| DO Kiev                      |      |      |      |      | –––– | 1-2  | 1-2  | 3-1  | 3-0  |
| Kalev Tallinn                |      |      |      |      |      | –––– | 0-2  | 2-3  | 1-0  |
| DO Tashkent                  |      |      |      |      |      |      | –––– | 1-2  | 2-0  |
| Dinamo Stalinabad            |      |      |      |      |      |      |      | –––– | 3-0  |
| Spartak Aşgabat              |      |      |      |      |      |      |      |      | –––– |